# Сражение при Ваце (1684)
Сражение при Ваце (англ. Battle of Vác) — сражение, произошедшее 27 июня 1684 года во время Великой турецкой войны недалеко от города Вац в Венгрии между войсками Священной Римской империи и Османской империи.

## Перед сражением
В мае 1684 года главная имперская армия под командованием Карла V Лотарингского двинулась из Вагшелли на осаду Буды. У Паркан они переправились на правый (южный) берег Дуная в Эстергом, главную базу операции. 18 июня авангард Максимилиана фон Штаремберга короткой осадой захватил Вишеград. От допрошенных пленных стало известно, что турки в Будайской крепости получили 15-тысячное подкрепление. Штаб Лотарингского решил сначала занять Пешт, лежащий на левом берегу, и 21 июня армия переправилась по эстергомскому мосту на северный берег Дуная и двинулись в сторону Пешта.
Османский губернатор Буды Кара Мехмед-паша вместе с пашами пашалыков Тимишоары, Эгера, Боснии, а также крымскими татарами и контингентом из Египта всего имел 15 000 конников и 3 000 янычар. Он двинулся против имперцев, продвигавшихся к Вацу, чтобы остановить их, прежде чем они выйдут на равнину. Кара Мехмед-паша расположил свои войска на холме, в нескольких километрах к северо-западу от Ваца, на выходе из горных перевалов, при этом его правое крыло опиралось на горы, а левое — на Дунай. Он выбрал хорошо защищенное место, перед левым крылом было болото, по которому трудно было пройти, и был только один узкий, длинный мост. Над правым крылом возвышалась высокая горная стена.

## Ход сражения
Карл Лотарингский, получивший известие о приближении турецко-татарской армии 27 июня, решил атаковать. Его армия вышла из дефиле и развернулась в боевой порядок. Правое крыло возглавил маркграф Людвиг Баденский, левое крыло — герцог Нейбургский, а части в середине — фельдмаршал Максимилиан фон Штаремберг.
Сражение началось около 10 часов утра с артиллерийской канонады, но эффективность огня турецких орудий была слабой, поскольку их пушки и стрелки располагались слишком высоко, и ядра перелетали. Таким образом, императорские конные войска могли продвигаться вперед даже под сильным огнем противника, практически не сделав ни единого выстрела. Правое крыло и центр пересекли полувысохшее болото легче и быстрее, чем ожидалось. Они поднялись на занятый противником склон и открыли огонь, когда приблизились. Татары, а затем и ряды сипахов дрогнули. Затем в бой вступило левое, обходившее, крыло; стоявшие перед ними янычары также отступили, и началось общее бегство. Конница, в основном венгерские гусары, преследовала поверженного противника на равнине к юго-востоку от Ваца. 700 бегущих были зарублены.
Прибывшая к концу боя имперская пехота и тяжелая артиллерия обстреляли сам Вац, и после непродолжительного сопротивления гарнизон города сдался. Была взята значительная добыча, в руки победителей попали пушки турецкой армии и вся артиллерия гарнизона.

## Результаты
28 июня победоносная имперская армия отдыхала в Ваце. На следующий день они выступила в Пешт, куда прибыли 30-го числа. Город был взят штурмом, а мост, соединявший Пешт и Буду, разрушен. В городе остался гарнизон численностью 1800 человек, а затем основная армия вернулась в Вац, чтобы подготовиться к осаде Буды.